# Edizioni Sylvestre Bonnard
Edizioni Sylvestre Bonnard ist ein italienischer Buchverlag in Mailand.
Der Verlag wurde im Jahre 1995 von Vittorio Di Giuro und Luca Formenton gegründet. Der Name des Verlages nimmt auf die literarische Figur Professor Bonnard Bezug, Protagonist des gleichnamigen Romans von Anatole France. Das Verlagsprogramm ist auf die Themengebiete der Buchkunde, Buchillustration, Bibliophilie, Typographie, Bibliothekswesen und Sammlungsgeschichte gerichtet. Gemäß der Selbstdarstellung des Verlages ist es die Absicht der Edizioni Sylvestre Bonnard, «Bücher zu publizieren, die von Büchern handeln».